# Bannlysning

Den tyske kejsaren Henrik IV ber Matilda av Toscana om medling för att häva sin bannlysning

Bannlysning eller exkommunikation innebär uteslutning ur kyrkans fulla gemenskap. Bannlysning används i modernt språkbruk i överförd bemärkelse för uteslutning ur en gemenskap eller grupp i största allmänhet.
Bannlysning (lysning i bann) användes inom kyrkan som straff för allvarliga förseelser (dödssynder) såsom villolära, ogudaktigt leverne eller ohörsamhet mot kyrkans myndighet. Bannlysning inom kristna samfund härstammar från motsvarande straff חֵרֶם (uttalas "herem" eller "cherem") inom judendomen, där församlingsmedlemmar kan uteslutas ur synagogan på viss eller obestämd tid, ett straff som i äldre tid var allvarligt men som nu till stor del förlorat sin betydelse.
Bannlysningen inom kristenheten avsåg till att börja med snarare ett medel till bättring och främjande av församlingens renhet (poena medicinalis) men kom med tiden att användas mer som bestraffning. Under 300–400-talen förtydligades bannlysningsstraffen så att man erkände större och mindre bann och detaljreglerade vilken botgöring som krävdes för den bannlystes fulla återinträde i kyrkan. Det mindre bannet innebar bland annat uteslutning från nattvarden och prästtjänster, det större fullständig uteslutning från den kyrkliga gemenskapen bland annat att få begravas i vigd jord.
Under början av 1200-talet blev bannlysning även underställd världslig dom och ledde ofta till fredlöshet. Påven Gregorius VII förklarade undersåtar lösta från sin lydnadsplikt gentemot en bannlyst furste. Inom ett stift hade biskopen bannlysningsrätt, inom hela kyrkan påven. Under 1300-talet förlorade bannlysningen mycket av sin kraft efter nederlaget i striden med Filip IV av Frankrike. Under reformationstiden väckte bannlysning således mera harm och åtlöje bland de bannlysta reformatorerna än det vållade dem skada. Bannlysning är dock fortsatt det yttersta straffet för den som grovt förbryter sig mot kanonisk rätt inom Katolska kyrkan och har i uppmärksammade nutida fall utfärdats mot såväl maffian som individer som låter viga sig till kyrkliga ämbeten utanför kyrkans ordning eller utan att vara kallade av kyrkan.
Även inom protestantismen förekommer bannlysningsstraff, som kyrkotuktens sista steg. Straffets utformning och orsaker ("allenast för groffva laster och misgerningar") återfinns till exempel tämligen noggrant beskrivet redan i de tidiga kyrkoordningarna som kom till efter att den svenska kyrkan brutit med påvedömet.

## Bannlysning i Sydafrika
Apartheidregimen i Sydafrika inrättade straffet bannlysning för att hindra politiska motståndare att organisera sig. Det innebar att den bannlysta personen ålades en form av husarrest med stränga restriktioner på rörelsefrihet och umgänge med andra personer. Den bannlyste utsattes för kontinuerlig polisövervakning och restriktioner för till exempel hur många personer den vid samma tillfälle fick träffa i samma rum. Den kristne ledaren Beyers Naudé var till exempel bannlyst åren 1977–1984.